# خيبرشكن
خيبرشكن (بالعربية: محطم خيبر) هو صاروخ باليستي إستراتيجي أرض-أرض يعمل بالوقود الصلب. تم تصنيعه من قِبَل القوة الجوفضائية التابعة للحرس الثوري الإيراني. ويُعتبَر أحد صواريخ الجيل الثالث للصواريخ بعيدة المدى التابعة للحرس الثوري. يبلغ مدى هذا الصاروخ 1450 كيلومتر. ويتمتع بقدرة المناورة خلال مرحلة الهبوط لاختراق الدروع والأنظمة الصاروخية. اُعْلِنّ رسمياً عن هذا الصاروخ الإيراني في شهر شباط/ فبراير سنة 2022م. وأعلنت طهران أن صاروخ خيبر شكن قد تم تصنيعه بالكامل بالاعتماد على الخبرات المحلية في إيران، وذلك لإيصال رسائل لواشنطن والغرب بأن إيران قادرة على تطوير قدراتها الدفاعية على الرغم من العقوبات الغربية. وقد نشر الحرس الثوري الإيراني صوراً من إحدى المدن الصاروخية التي تقع تحت الأرض والتي ظهر خلالها صاروخ خيبر شكن. وتشير هذه الصور إلى ان الصاروخ كان قد دخل مرحلة الإنتاج الوفير، وأن قوات الحرس الثوري قد تسلمت أعداداً كبيرة منه حتى الآن. يُذكَر أن جمهورية إيران تمتلك بالفعل واحدة من أكبر ترسانات الصواريخ الباليستية في منطقة الشرق الأوسط، إن لم تكن هي الأكبر بالفعل. وتمكنت إيران أيضاً من تطوير قدرتها على إطلاق الأقمار الصناعية المدنية منها والعسكرية كالقمر الصناعي العسكري الإيراني نور 1 و2. ويتراوح نظام جمهورية إيران الصاروخي بين أنواع متفاوتة المدى تتراوح ما بين 45 كيلومتراً إلى 10 آلاف كيلومتر. كما ويضم صواريخ باليستية، ومجنحة بعيدة المدى، إضافةً إلى صواريخ خارقة للدروع يمكن إستخدامها ضد أهداف بحرية. وبهذا تقع القارة الأوروبية وسواحل ألاسكا وأجزاء من آسيا في مرمى الصواريخ الإيرانية.

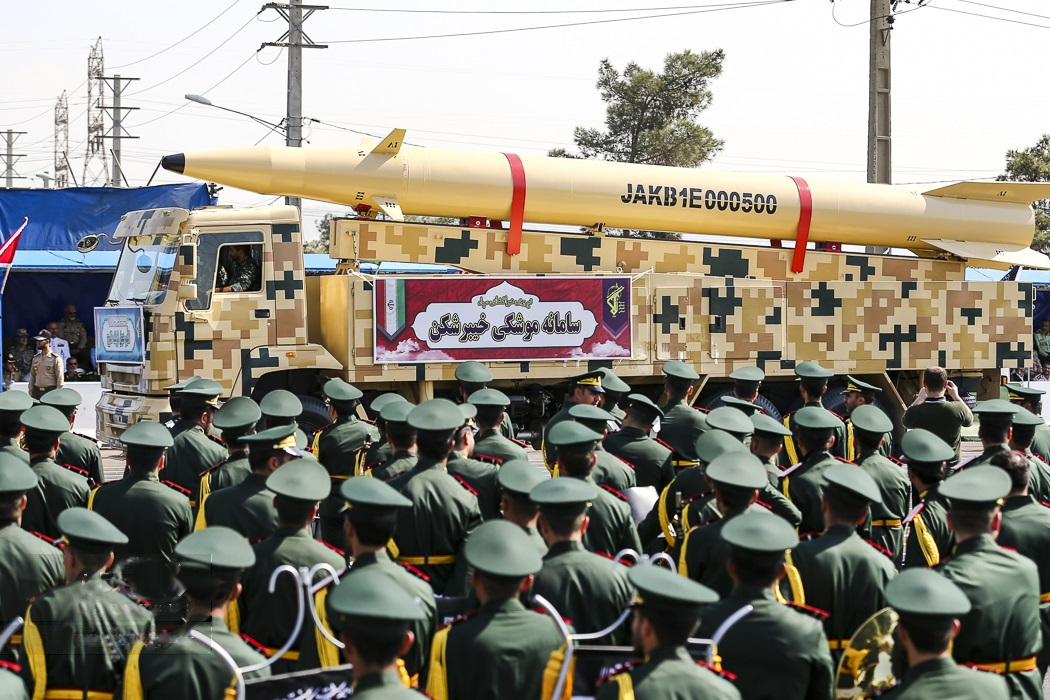
صاروخ خيبر شكن خلال عرضه في العاصمة الإيرانية طهران صباح يوم الخميس 31 سبتمبر 2022م، بالتزامن مع بداية أسبوع الدفاع المقدس، حيث عُرِّضَت في هذا الحفل منظومات الدفاع الصاروخية للقوات المسلحة أمام ساحة العرض

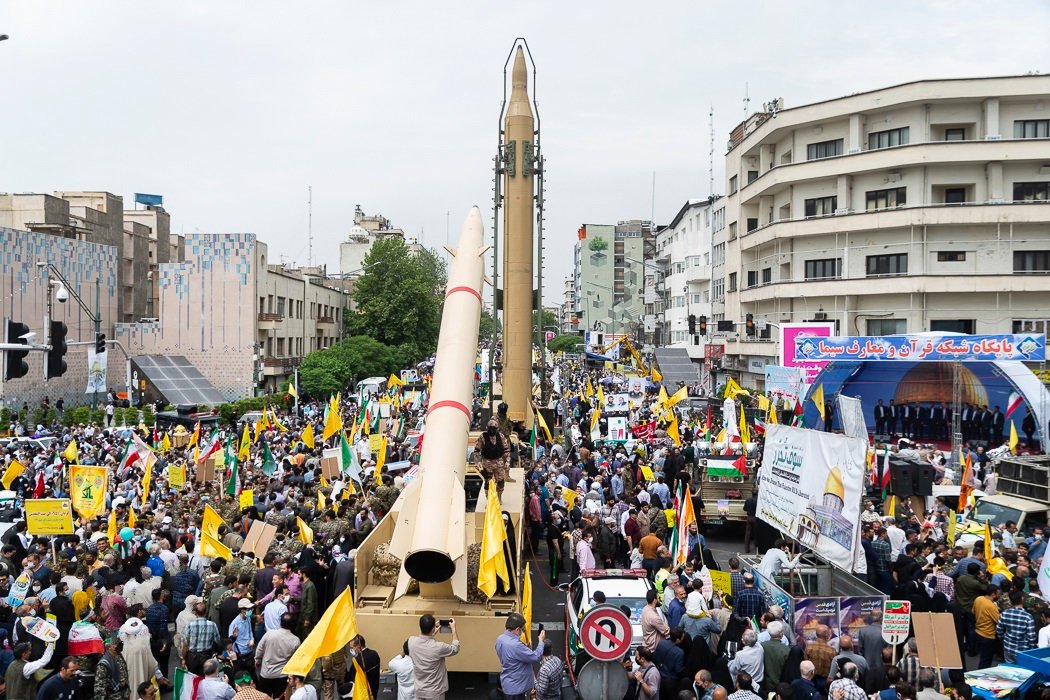
عرض صاروخ خيبر شكان في العاصمة طهران خلال يوم القدس سنة 2022

## سبب التسمية
يحمل اسم صاروخ (خيبرشكن) الذي كشفت عنه جمهورية إيران مؤخراً، دلالة رمزية على أن الصاروخ موجه بالأساس إلى إسرائيل، حيث يعني باللغة العربية محطم خيبر، وخيبر هي المدينة التي كان يقطنها اليهود في الجزيرة العربية قبل الإسلام، وقد خاض المسلمون معركة فيها أسفرت عن هزيمة اليهود. كما أن المدى المعلن للصاروخ 1450 كيلومترًا، أي أن لديه القدرة على الوصول إلى المدن الرئيسية في إسرائيل، إذا ما أُطْلِّق من قواعد في غرب إيران.

## الإعلان الرسمي عن الصاروخ
أعلنت إيران عن جيل جديد من الصواريخ الإستراتيجية المصنعة محليًّا في شهر شباط/فبراير 2022م. إن حفل الكشف عن صاروخ خيبرشكن تم بحضور كبار القادة العسكريين، في مقدمتهم رئيس هيئة أركان القوات المسلحة الإيرانية اللواء محمد باقري، وقائد القوات الجوفضائية للحرس الثوري العميد أمير علي حاجي زادة. ويأتي الإعلان عن الصاروخ تزامناً مع أيام عشرة الفجر، بمناسبة الذكرى 43 لانتصار الثورة في جمهورية إيران. وكذلك يأتي بعد ستة أيام فقط من (اليوم الوطني لتكنولوجيا الفضاء) في إيران، الذي يخلّد ذكرى إطلاق أول قمر صناعي في البلاد (أميد) في عام 2009م، إلى مدار الأرض على متن صاروخ سفير محلي الصنع الذي يعمل بالوقود السائل. وينتمي سفير إلى عائلة الصواريخ الباليستية أرض-أرض المتوسطة المدى من طراز (شهاب 3).

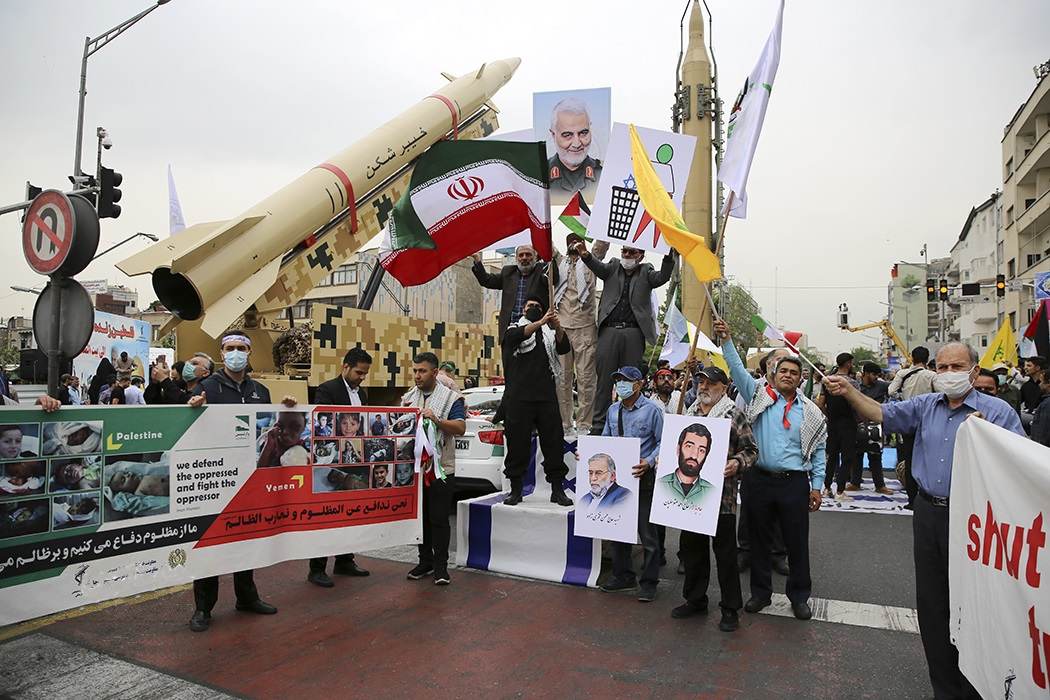
عرض صاروخ خيبر شكان في العاصمة طهران خلال يوم القدس سنة 2022

## صاروخ خيبر شكن ومفاوضات فيينا
إن إزاحة الستار عن الصاروخ في هذا التوقيت يدل على عزم جمهورية إيران مواصلة مناوراتها وتجاربها العسكرية، بغض النظر عن نتيجة المفاوضات الجارية في فيينا بشأن برنامجها النووي، وترى جمهورية إيران أن على الجانب الغربي الكف عن مطالبه بربط المفاوضات النووية بملفات أخرى تعتبرها طهران خطاً أحمر. كما ان صاروخ خيبر شكن يبعث رسالة أخرى للترويكا الأوروبية: بأنه في حال عدم تحركها لإعادة الولايات المتحدة إلى الإتفاق النووي ورفع العقوبات عن إيران، فإن طهران ستتجه نحو مواجهة حتمية مع إسرائيل.

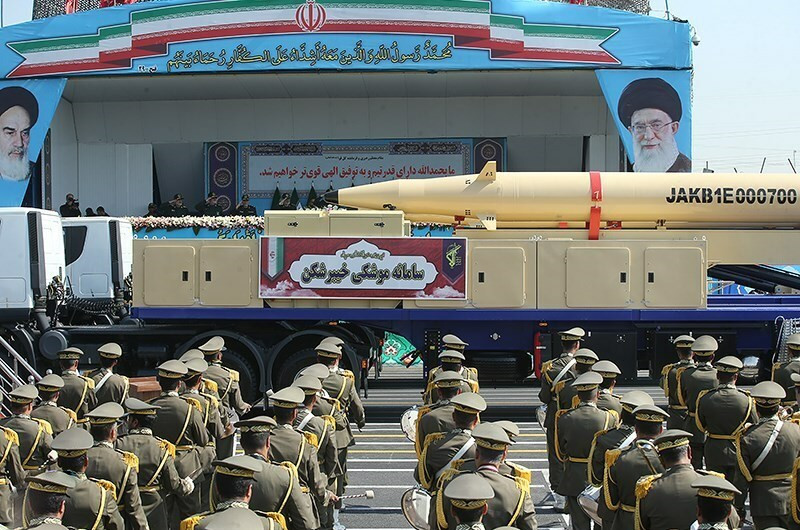
عرض صاروخ خيبر شگن خلال استعراض القوات المسلحة الإيرانية في اليوم الأول من أسبوع الدفاع المقدس في طهران

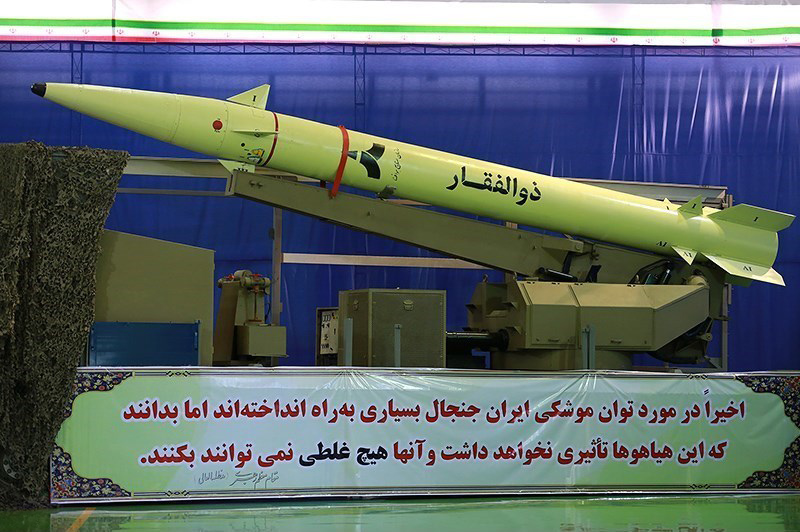
صاروخ ذو الفقار الباليستي العامل بالوقود الصلب أيضاً، والذي سبق صاروخ خيبر شكن

## خصائص الصاروخ
إنضم صاروخ خيبر شكن الباليستي الجديد الذي صممه وصنعه علماء سلاح الجو في الحرس الثوري إلى الترسانة العسكرية الإيرانية. ويتمتع بخصائص تجعله يتميز عن سابقه من الصواريخ، ومن أهم هذه الخصائص والتحسينات التي أدخلها الحرس الثوري الإيراني على هذا الجيل الجديد من الصواريخ هي:
▪التصميم:
يتميز هذا الجيل الجديد من الصواريخ بتصميمه الذي قلل من وزنه إلى الثلث، مقارنةً بالنماذج المماثلة، واختزل وقت إعداده وإطلاقه إلى السُدس. ويمكن تجهيزه خلال فترة قياسية لإطلاقه بشكل منحني نحو الأهداف.
▪الرأس الحربي:
يتميز بزنة رأسه الحربي ونوعية المواد المتفجرة، فضلاً عن قدرته التدميرية الهائلة، وأن المواد المستخدمة في رأسه الحربي ضاعفت من قدرته عدة مرات أكثر من مادة تي إن تي (TNT) المتفجرة. ومن الخصائص الأخرى للصاروخ الإيراني الحديث هو قدرة التحكم برأسه الحربي بعد إنفصاله حتى إصابته الهدف بدقة، إضافةً إلى تجاوز الصواريخ المضادة التي تطلقها منظومات العدو الجوية.
▪السرعة:
حرص الفريق المشرف على تصميم (خيبر شكن) على إختيار معدن خفيف لصناعة الهيكل لزيادة سرعته وخفته، لتبلغ سرعة رأسه الحربي بعد الإنفصال من 7 إلى 9 ماخ (وحدة قياس).
▪الدقة والمناورة:
يتميز صاروخ خيبر شكن بدقته العالية، فهو صاروخ عالي الدقة، ويتمتع بقدرة المناورة خلال مرحلة الهبوط لاختراق الدروع الصاروخية والأنظمة المضادة للصواريخ. كما وان دقة إصابة هذا الصاروخ وقدرته على مراوغة المضادات الجوية جعلته في عِداد الأسلحة الإستراتيجية. وهو قادر على ضرب أهدافه المحددة بدقة شديدة وخفيف الحركة مقارنةً بالصواريخ الإيرانية الأخرى.
▪أجنحة الصاروخ:
إن أجنحة صاروخ (خيبر شكن) المتطور هي الأكبر بين صواريخ فئة فاتح، حيث أنها ترفع قدرته على المناورة والتوجیه الدقيق، وتزيد من سرعته، وتقلل من الوقود الذي يستهلكه لبلوغ الهدف.
▪المقطورات الحاملة للصاروخ:
صُمِّمَت مقطورات خيبر شكن بحيث يمكن تغطيتها بسهولة لجعلها تبدو وكأنها مركبات مدنية عند العبور، كما أظهرت لقطات الفيديو التي بثتها جمهورية إيران عن الصاروخ الجديد ثماني وحدات للنقل والقصف والقذف في منشأة تحت الأرض، بدا أن كل منها تحمل صاروخين من طراز خيبر شكن، وهو ما يشير إلى أن الصاروخ الجديد بدأ إنتاجه بالفعل بأعداد كبيرة.
▪نوع الوقود:
يعمل الصاروخ الباليستي الجديد بالوقود الصلب، بدل الوقود السائل.

## ردود أفعال
الولايات المتحدة
علق المتحدث باسم وزارة الدفاع الأمريكية (البنتاغون) نيد برايس، على كشف الحرس الثوري الإيراني عن صاروخ باليستي جديد (خيبر شكن)، قائلاً: "ندرك التهديدات الإقليمية التي يشكلها برنامج الصواريخ الباليستية". ورداً على سؤال حول ما إذا لديه أي تقييم حول هذا الصاروخ وما إذا كان يشكل خطراً على الجنود الأمريكيين والحلفاء في المنطقة، قال برايس: "لم أر إعلان إيران عن امتلاكها لبرنامج الصواريخ الباليستية الجديد. لذا، ليس لدي أي شيء محدد لأقوله حول ذلك. ومع ذلك، فقد تابعنا باستمرار عمل إيران على تحسين برنامج الصواريخ الباليستية. ونحن ندرك تماماً التهديدات الإقليمية التي يشكلها هذا البرنامج". وأضاف: "لهذا السبب نعمل بشكل جاد مع الحلفاء والشركاء في المنطقة لنكون قادرين على مواجهة تلك الأنواع من التهديدات، وللتأكد من أننا نساهم أيضاً في تلبية احتياجاتهم في الدفاع عن النفس". وعما إذا كان كشف إيران عن هذا الصاروخ الجديد الذي يبلغ مداه 1450 كيلو متراً، هو رسالة إلى الولايات المتحدة الأمريكية وإسرائيل، قال كيربي: "نرى أنشطتهم الضارة أكثر من الرسائل. 
 المملكة المتحدة
▪صحيفة إندبندنت:
نشرت صحيفة إندبندنت البريطانية تقريراً أعده مراسل الشؤون الدولية بورزو دارغاهي حول الصاروخ الجديد الذي كشفت عنه جمهورية إيران والذي يضع في مداه إسرائيل والقواعد العسكرية الأمريكية في الشرق الأوسط، مشيراً إلى أن إعلان التلفزيون الإيراني عن إنتاج صاروخ خيبر شكن (خيبر المدمر)، جاء وسط استئناف المحادثات لإنقاذ الصفقة النووية الموقعة عام 2015م. وحمل اسم الصاروخ معركة خيبر في القرن السابع الميلادي الذي انتصر فيها جيش المسلمين على اليهود في الجزيرة العربية.
 إسرائيل
▪القناة 13 الإسرائيلية:
قال معلق الشؤون العربية في القناة 13، حيزي سيمانتوف، «إن إيران كشفت عن صاروخ باليستي من إنتاج حرس الثورة مداه 1450 كيلومتر، ونظرياً قادر على الوصول إلى إسرائيل. وهذا ليس الصاروخ الأطول مدى، ولديهم صواريخ مداها 2000 كيلومتر».
▪صحيفة إسرائيل هيوم:
إعتبرت صحيفة إسرائيل هيوم، أن اسم الصاروخ (كاسر خيبر) يرمز بنحوٍ واضح إلى أنّ هدفه هو «إسرائيل». ووصفت الصاروخ بأنه «تحدٍ إيراني مقابل جهود الغرب»، موضحةً: «بعد يوم من استئناف الجولة الثامنة من المحادثات النووية بين إيران والدول الكبرى، قامت إيران بخطوة تحدٍ عبر عرض صاروخ جديد قادر على الوصول إلى مدى 1450 كلم، أي قادر على ضرب إسرائيل ومعظم القواعد الأميركية في المنطقة».
▪صحيفة جيروزاليم بوست:
أشارت صحيفة جيروزاليم بوست الإسرائيلية إلى أن اسم الصاروخ يشير إلى «واحة خيبر اليهودية التي اجتاحها المحاربون المسلمون في القرن السابع الميلادي»، والتي كانت تقع في منطقة الحجاز في شبه الجزيرة العربية.
▪وسائل الإعلام الإسرائيلية:
قالت وسائل الإعلام الإسرائيلية إن إيران تلمح عبر هذه الخطوة للغرب وإسرائيل بأن البديل للإتفاق النووي السيئ من ناحية الإيرانيين هو الحرب والتصعيد. واعتبرت وسائل إعلام إسرائيلية أخرى أن الهدف من كشف إيران عن صاروخ خيبر شكن الجديد في هذا التوقيت هو «التلميح لمن يتفاوضون على إتفاق نووي جديد ولإسرائيل وآخرين، بأن البديل لاتفاق غير جيد للإيرانيين هو الحرب والتصعيد».
 باكستان
قال مدير تحرير (غلوبال ديفنس إنسايت) ومقرها إسلام أباد، «جاء توقيت الكشف عن الصاروخ ليتوافق مع الذكرى 43 على الثورة الإيرانية وهو بمثابة رسالة لأعدائها». وأضاف «هذا يكشف عما حققته إيران في تصنيع الصواريخ محلياً». وتعلق الصحيفة أن العرض يأتي مع بدء جولة جديدة من المحادثات حول المشروع النووي الإيراني في فيينا، وألمحت ان تقدماً حصل فيها. وتقوم القوى الدولية بمن فيها الولايات المتحدة وفرنسا وبريطانيا وروسيا وألمانيا والصين بالتفاوض مع إيران لإحياء الاتفاقية النووية المعروفة باسم خطة العمل المشتركة الشاملة. ووضعت هذه الإتفاقية التي وقعت أثناء فترة الرئيس باراك أوباما قيوداً على التكنولوجيا النووية الإيرانية مقابل رفع العقوبات الدولية المفروضة على طهران.
 إيران
▪رئيس هيئة الأركان للقوات المسلحة الإيرانية:
أكد رئيس هيئة الأركان للقوات المسلحة الإيرانية اللواء محمد باقري بمناسبة الكشف عن صاروخ خيبر شكن، أن قدرات بلاده الصاروخية تتطور يوماً بعد يوم، وأن بلاده تواصل تطوير هذه القدرات من ناحية الجودة وعدد الصواريخ. وقال باقري خلال الحفل إن إيران تتمتع بـ«اكتفاء ذاتي من جهة المعدات العسكرية»، مشيراً إلى أن لديها إمكانات تؤهلها لتصبح أكبر مصدر للأسلحة في العالم في حال رفعت العقوبات الأميركية المفروضة عليها. وأكد باقري إن طهران ستواصل تطوير برنامجها للصواريخ الباليستية. وقال «سنستمر على مسار النمو والتطوير والتميز في قوتنا الصاروخية، من حيث الكمية والنوعية».
▪قائد القوة الجوفضائية:
قال قائد قوة الجو-فضاء للحرس الثوري العميد حاجي زاده إن «قوة الرأس الحربي للصاروخ تضاعف نظراً لاستخدام المزيد من المواد المتفجرة». وقال حاجي زاده، صُمِّمَ وأُنْتِجَ هذا الصاروخ على يد المتخصصين في سلاح الجو التابع لحرس الثورة الإسلامية وهو محلي الصنع مائة بالمائة.

## معرض الصور

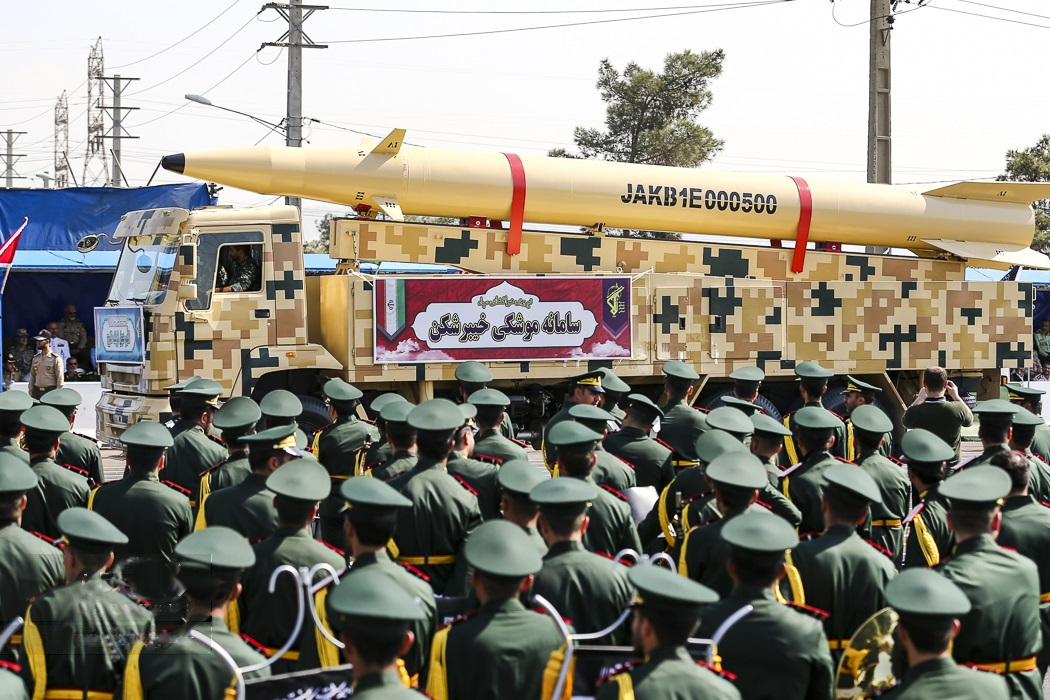
صاروخ خيبر شكن خلال عرضه في العاصمة الإيرانية طهران صباح يوم الخميس 31 سبتمبر 2022م، بالتزامن مع بداية أسبوع الدفاع المقدس، حيث تم في هذا الحفل عرض منظومات الدفاع الصاروخية للقوات المسلحة أمام ساحة العرض

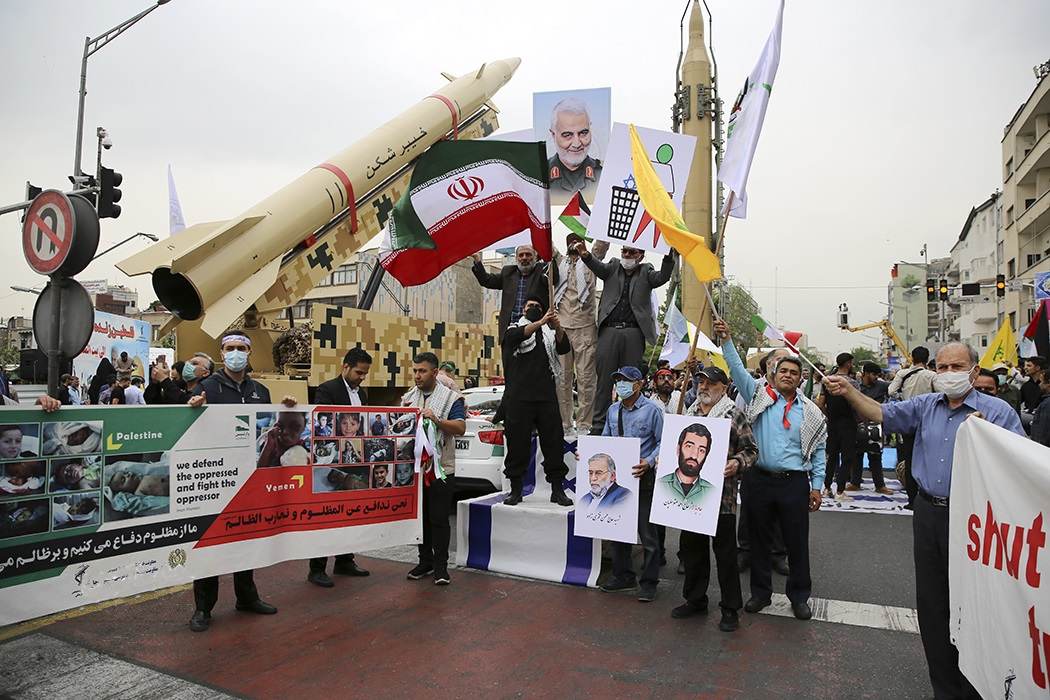
عرض صاروخ خيبر شكان في العاصمة طهران خلال يوم القدس سنة 2022

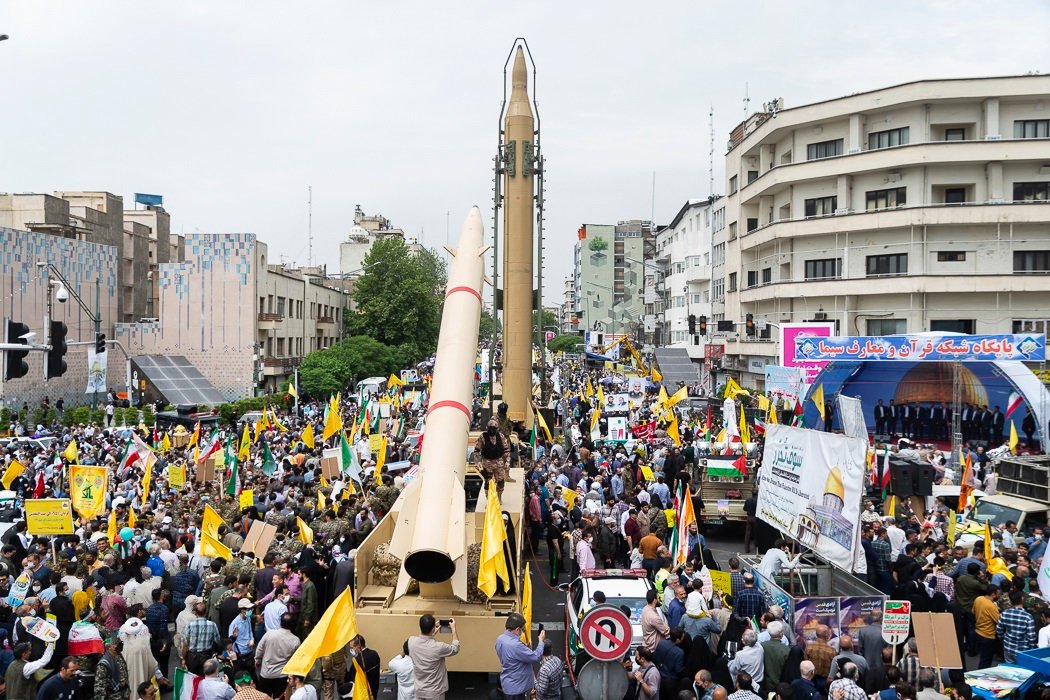
عرض صاروخ خيبر شكان في العاصمة طهران خلال يوم القدس سنة 2022

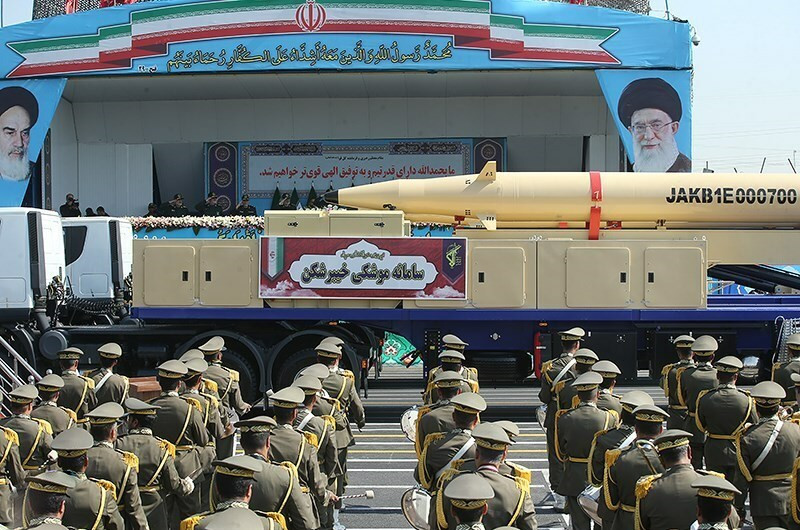
عرض صاروخ خيبر شگن خلال استعراض القوات المسلحة الإيرانية في اليوم الأول من أسبوع الدفاع المقدس في طهران

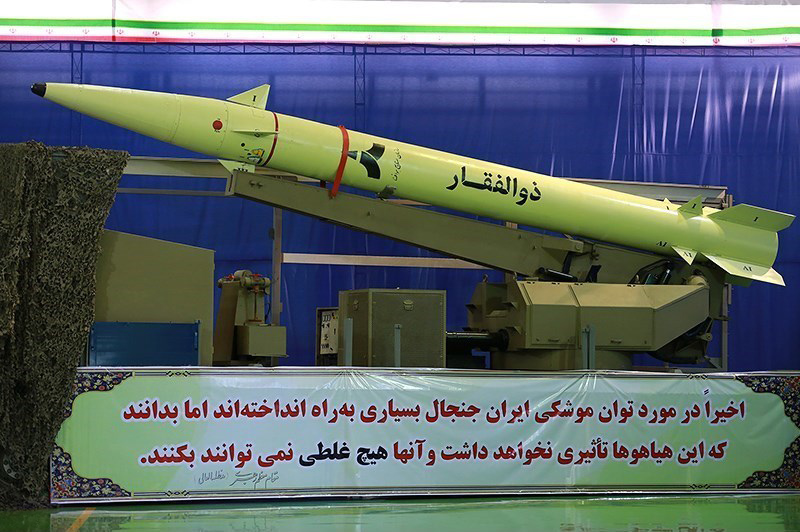
صاروخ ذو الفقار الباليستي العامل بالوقود الصلب أيضاً، والذي سبق صاروخ خيبر شكن